# 上海中山公园

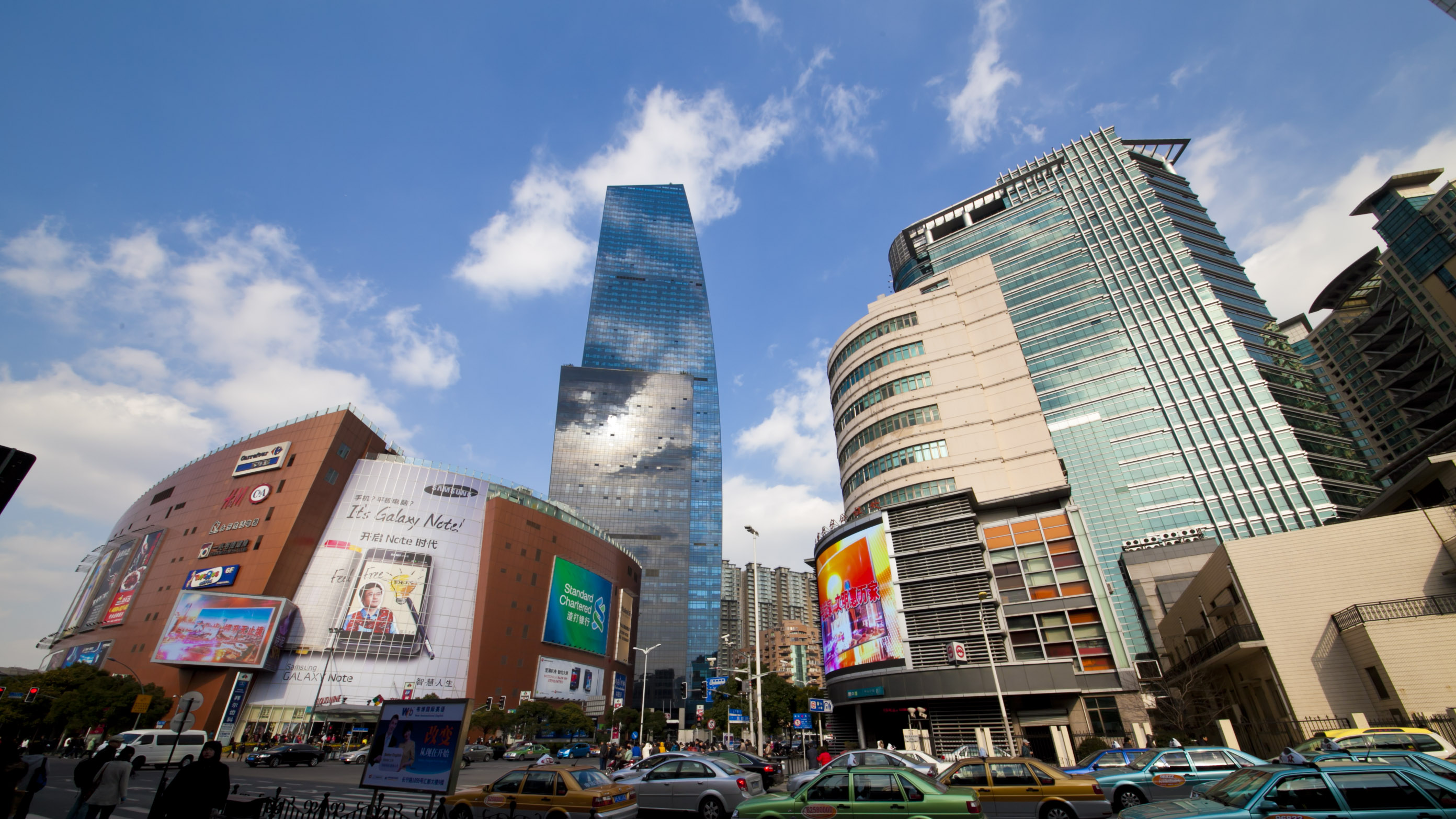
上海中山公园商圈

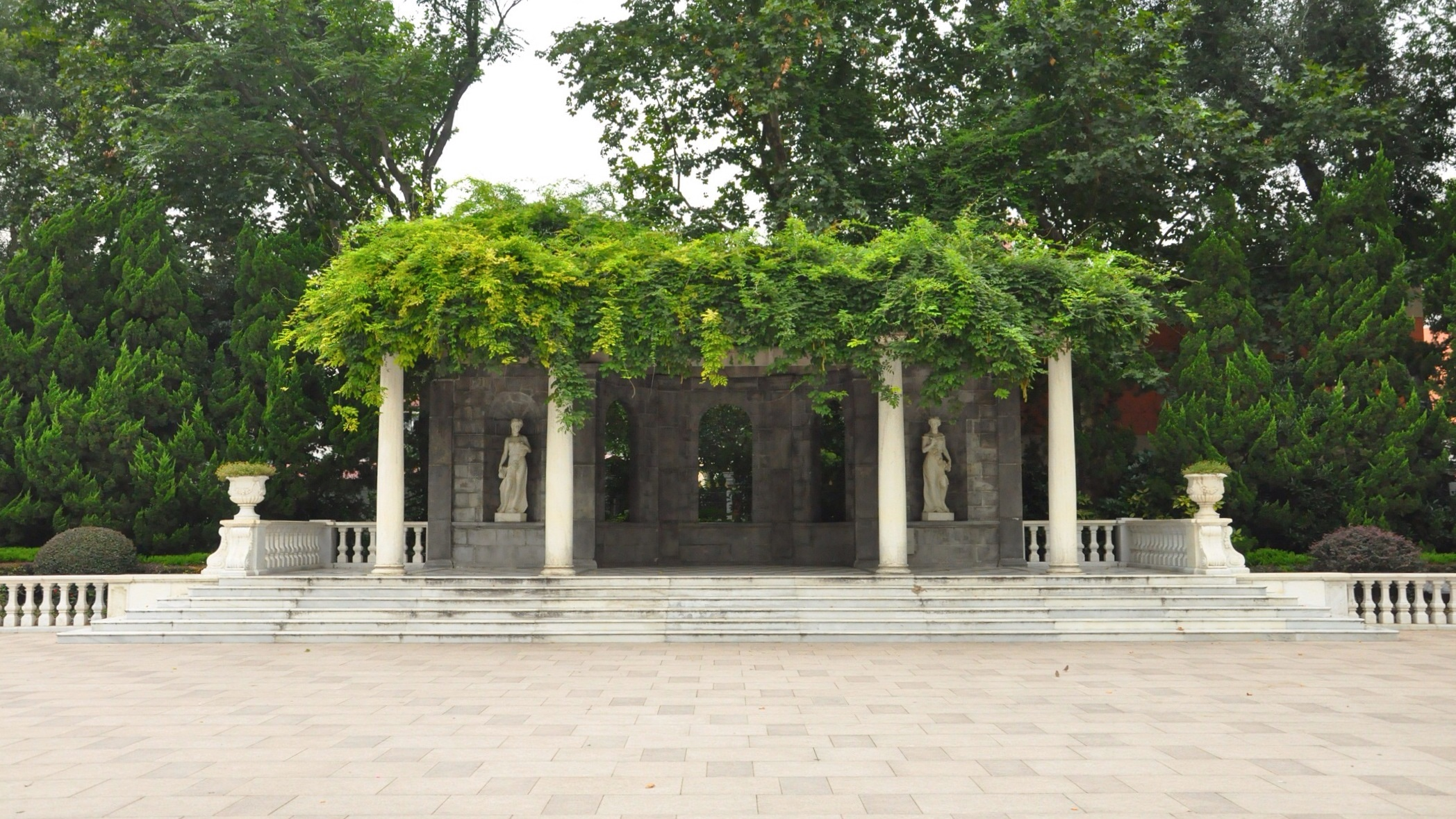
中山公园大理石亭

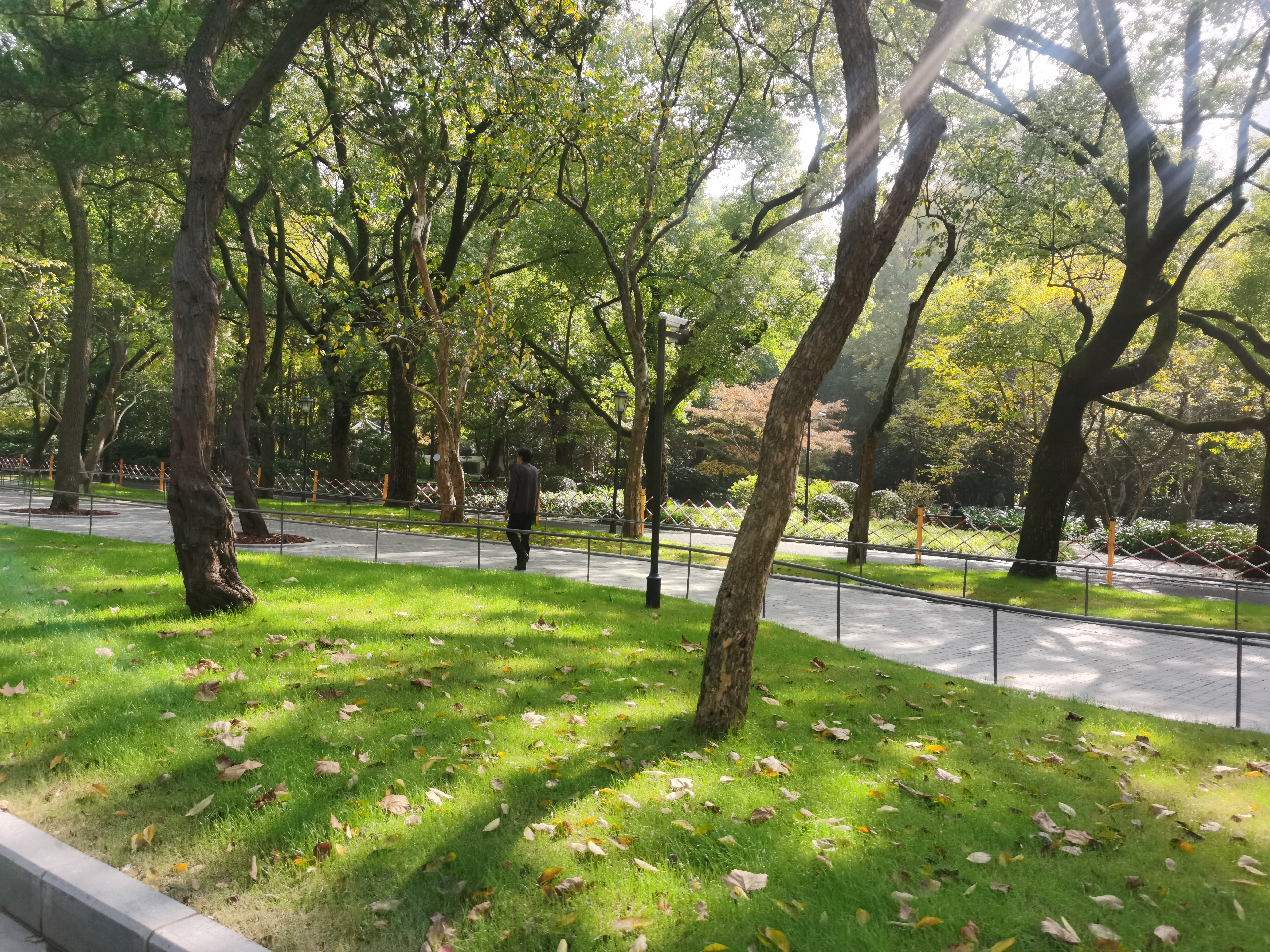
拆除围墙后的上海中山公园（2022年11月）

上海中山公园（英语：Zhongshan Park；上海话拼音：tson sae kon yoe，发音：[t͡sőŋsᴇ̄kōŋɦyø᷆]）是位于上海长宁区内环内的公园。总面积21.42万平方米，其中水域面积1.22万平方米。上海轨道交通2号线、3号线与4号线在此设有站点。园内以优美的古典景观著称，周边则已成为繁华的商业圈，有米兰广场、新宁购物中心、玫瑰坊商业街、龙之梦购物广场、多媒体广场、长宁来福士广场等。

## 历史
中山公园原称兆丰花园也称极司非而花园，原是英国兆丰洋行大班、地产商霍格（Hogg）在上海西郊的私家花园，由极司非尔路通往静安寺。霍格将花园北半部靠近苏州河的部分卖给了美国圣公会，圣公会在那里创办了圣约翰书院，以后发展成圣约翰大学，也就是今天毗邻中山公园的华东政法大学。
1914年上海公共租界工部局将花园南半部改建为租界公园，定名为兆丰公园，实质却属于越界筑路。公园当时占地320亩，大门位于白利南路和愚园路路口。1943年日本占领军将租界交还汪精卫政权，兆丰公园于是改名中山公园并沿用至今。
2007年3月3日，由波兰肖邦纪念像筹建委员会捐赠给上海文化发展基金会的上海肖邦纪念像在中山公园落成。肖邦纪念像由波兰华沙美术学院的陆频设计，在波兰完成铸造，材质为青铜，主体是一组钢琴琴键，高达7米，重约2.5吨。
2015年10月22日起，因北横通道工程需要，公园部分区域被临时占用作为施工场地，大石桥等景点也被临时拆除。2016年6月30日起，中山公园24小时开放。2022年9月8日上午，中山公园万航渡路沿线围墙拆除开放。2023年6月25日，北横通道占用的陈家池、大石桥两处景点恢复开放。2024年10月26日，中山公园发布公告，表示因中山公园内部调整，公园于2024年10月27日下午14点起闭园，恢复开放时间另行通知。

## 景观
中山公园上海目前保留得最为完整的老公园，园内以英式园艺风格布局，融入中式园林、日式园林与植物观赏园的元素，成为探究上海造园历史的优良范本。园中有12处优秀点并称“中山公园十二景观”。
银门叠翠（公园南大门）
南门始建于1917年，2001年因地铁二号线建设需要，改建为开放式广场绿地，保留原有的香樟树林，设置架空式弧形园门、大型景观石等。 
花墅凝香（牡丹园）
建于1956年，内有始建于1916年的牡丹亭（原名中国式凉亭）。牡丹园以盆景式树坛为中心，有大小15个牡丹花坛、颇有历史记载的“殿春花墅”遗风。 
水榭絮雨（陈家池）
陈家池北面有水榭，水面宽阔，景色请新，春暖花井时节，沿岸杨柳飞絮铺天盖地，蔚为奇观。兼以春雨潇潇，细雨如絮，临榭观景，令人心旷神怡，是公园观雨佳处。2015年因北横通道施工需要临时拆除，2023年复建完成恢复开放。
绿茵晨晖（大草坪）
公园内分布6处草坪，其中有占地面积达8000平方米的大草坪区，绿茵绵延，视野开阔，周围有众多景点簇拥，富有自然风光，是公园景区精华之所在。 
芳圃吟红（月季园）
月季是公园的特色花卉。初在园内散植，为方便游客观赏月季而辟建月季园，成为当时著名的月季培植园地。1956年扩建为规则式和不规则式两处月季园。2001年再次扩建，使园地面积扩展到3300平方米。 
双湖环碧（鸳鸯湖）
1958年扩建公园时，以人工挖湖筑山造成，以后又植树造林、围砌湖岸，形成“凹处聚水凸为山”的鸳鸯湖景区，四围碧水清澈，景色清新。 
荷池清月（荷花池）
1937年堆造西山时，形成荷花池塘，成为公园主要景观之一。池呈月牙形，背靠西山坡，面对西草坪，绿化设置富有特点，黄杨造型的“中山公园”四个大字，别具情趣。 
林苑耸秀（山水园）
利用原有小河浜围砌石岸，依自然风格构筑园林小品，有太湖石、小石桥、花架穿廊、山地竹亭、高山跌水、荷池水湾、石罅洞天等诸景，高低错落，精巧自然。 
独木傲霜（大悬铃木）
据工部局年报载，此株大悬铃木来自意大利，1866年由园主霍格种植，至今已经历130多年沧桑岁月。现在已是华东地区树冠最大、树干最粗、树身最高的悬铃木。 
石亭夕照（大理石亭）
大理石亭是1935年迁建园内的西方古典主义园林建筑，由侨民爱斯拉夫人捐赠，1999年列为“上海市近代建筑保护单位”。石亭面对大草坪区，亭后以龙柏树为屏障，极富欧陆古典园林情调。文革时女神雕像曾被毁，如今所见到的这两尊是1997年按原样用汉白玉修复的。
虹桥蒸雪（大石桥）
东泥山风景区地势起伏婉蜒，湖岸曲折，水波荡漾。1959年建成的花岗岩大石桥跨越陈家池，隐身于香樟树林之中，处在水雾蒸腾、岚气吞吐之间、意境深邃幽静。2015年因北横通道施工需要临时拆除，2023年复建完成恢复开放。
香花桥
香花桥原位于法华西镇法华寺桥前，身长 3.60 米，宽 1.43 米，桥栏高 1.60 米。1958年法华浜填埋后移至中山公园。2017年4月5日公布为长宁区文物保护点。
旧园遗韵（后园门）
1914年花园改建为公园时，园门即设在现址。近百年来，这里林木蓊郁，风貌依旧，颇具幽思。

## 交通
- 上海轨道交通中山公园站：上海轨道交通2号线、3号线、4号线的车站。

## 外部連結
- http://tw.shanghai.sinotour.com/scenery104007.html%5B%5D
- 上海中山公園 （页面存档备份，存于），收錄於中山公園數據庫（页面存档备份，存于），由香港浸會大學圖書館（页面存档备份，存于）提供